# Hector Boyes
Hector George Boyes, CMG, CIE (Plymouth, 20 de fevereiro de 1881 - 23 de outubro de 1960) foi um oficial da Marinha Real Britânica.

## Antecedentes, início de carreira e Primeira Guerra Mundial
Boyes nasceu em 1881 em Plymouth, filho de um oficial da Marinha, Sir George Boyes; ele entrou no serviço pouco antes do seu décimo quarto aniversário. Ele viu uma ação na Rebelião dos Pugilistas em 1901 como um soldado da marinha, e no ano seguinte foi subtenente em exercício quando foi destacado para o navio de guerra HMS Majestic, carro-chefe do comandante em chefe do Esquadrão do Canal. Ele foi promovido a tenente em 15 de setembro de 1902, enquanto servia no Majestic.
No início da Primeira Guerra Mundial, ele tinha trinta e três anos e o tenente de bandeira do comandante-chefe da Estação da China. Em 1915, o tenente-comandante Boyes foi designado para comandar a canhoneira HMS Thistle na Campanha da África Oriental. Nos combates subsequentes, ele foi mencionado em despachos sete vezes, e ganhou a Ordem de São Miguel e São Jorge e a Ordem de São Bento de Avis.

## Nomeações em terra e deveres diplomáticos
Em 1919, o comandante Boyes, agora com 38 anos, casou-se com Eleonora Bille de Falsen, uma meia-norueguesa de 20 anos e meio dinamarquesa, filha de Henrik Anton Falsen, cônsul-geral do porto russo do Arcanjo e Ida Bille. Eles se conheceram no Arcanjo e tiveram um filho, Reginald George Hector Boyes, em 1928. De janeiro de 1920 a dezembro de 1921, ele comandou o HMS Hollyhock na estação de China. Posteriormente, ele foi promovido a capitão, comandando a academia naval australiana em Flinders, o esquadrão britânico no Golfo Pérsico, e a base costeira em Simon's Town, na África do Sul, antes de ser nomeado Chefe de Gabinete do Comandante em Chefe, Nore.
O capitão Boyes se aposentou com o posto de contra-almirante em 1934, mas posteriormente foi nomeado adido naval com o posto temporário de capitão, servindo em Oslo, onde se envolveu na obtenção de um dossiê importante de projetos militares alemães que ficou conhecido como o Relatório de Oslo.
O almirante Boyes continuou no serviço diplomático durante a Segunda Guerra Mundial, servindo como adido em Tóquio até o início da Guerra do Pacífico e depois em várias embaixadas da América Latina. Aposentou-se pela segunda vez em 31 de março de 1947 e morreu em 1960.